# 中国2010年上海世界博览会非洲联合馆
31°11′04″N 121°28′09″E / 31.1845174°N 121.469264°E
中国2010年上海世界博览会非洲联合馆是2010年上海世博会上代表42个非洲国家以及非洲联盟的联合展馆，位于世博园区C片区，占地面积为9500平方米，是上海世博会上规模最大的联合展馆，数量上也达到历届世博会之最。非洲联合馆的主题是“统一参展、统一的展示理念”。
在联合馆的外墙上包含了非洲大树、沙漠、非洲动物等象征非洲的图案。

## 非洲联合馆参展国家与国际组织

### 国家
| - 几内亚 - 马达加斯加 - 马拉维 - 中非 - 模里西斯 - 毛里塔尼亚 - 乌干达 - 卢旺达 | - 尼日尔 - 加彭 - 刚果共和国 - 刚果民主共和国 - 多哥 - 赤道几内亚 - 苏丹 - 利比里亚 - 纳米比亚 - 坦桑尼亚 | - 辛巴威 - 衣索比亞 - 賴索托 - 莫桑比克 - 喀麦隆 - 塞内加尔 - 塞舌尔 - 尚比亞 |

### 国际组织
| - 非洲联盟 |